# هنري هوارد (لاعب كريكت)
هنري هوارد (بالإنجليزية: Henry Howard)‏ (25 يوليو 1802 - 7 يناير 1875) هو سياسي ولاعب كريكت بريطاني (وحمل سابقاً جنسية المملكة المتحدة لبريطانيا العظمى وأيرلندا).